# Windmühle Bensen
Die Windmühle Bensen, auch als Windmühle Bensen/Eitzen bezeichnet, in Sudwalde, Bensen 17 / Ecke Mühlenweg, stammt aus dem 19. Jahrhundert. Erhalten ist der Windmühlenstumpf.
Das Gebäude steht unter Denkmalschutz (Siehe auch Liste der Baudenkmale in Sudwalde).

## Geschichte
Die Galerieholländer-Windmühle mit viergeschossigem gemauertem Unterteil und achteckigem Oberteil aus Holz mit Holzschindeln beschlagen wurde 1872 vom Mühlenbaumeister Fahlenkamp aus Vilsen gebaut.
Sie besaß zunächst Segelgatterflügel. Ihre Drehvorrichtung für die Kappe mittels eines Stertbalkens behielt sie bis kurz nach 1965. Die Mühle hatte vier Mahlgänge: Drei Mahlgänge und einen Franzosengang für Feinmehl mit einem Sechskantsichter.
Bis 1933 wurde die Mühle vom Müller Niemeyer betrieben, der sie nicht modernisierte. Der Nachfolger, Müllermeister Christel Winter aus Bassum, modernisierte die Technik und ersetzte die Segelgatterflügel durch Jalousieflügel. Ein Mahlgang wurde auf den darunter liegenden Boden versetzt, angetrieben durch einen Motor im Erdgeschoss.
Bis 1962 lief die Mühle mit Windkraft und hilfsweise mit Motor; danach aufgrund höherer Nachfrage wurde der Windantrieb weitgehend stillgelegt. Auch der Schrotgang erhielt einen Motor. Die beiden anderen windbetriebenen Gänge kamen selten zum Einsatz. Ausbesserungen und Reparaturen häuften sich. 1965 endete der Betrieb der nicht mehr wirtschaftlichen Mühle.
Nach dem Tod von Winter wurden die Flügel abgenommen, später folgte die Demontage der Galerie und danach die des Stertbalkens. Innen blieb bis 2011 alles erhalten. 
Das Anwesen wurde in den 2000er Jahren verkauft. 2005 wurde die Inneneinrichtung in die sanierte Mühle von Emtinghausen als Schauanlage eingebaut.